# Новаженка
Новаженка — река в России, протекает в Гагинском районе Нижегородской области. Устье реки находится в 329 км по левому берегу реки Пьяна. Длина реки составляет 25 км.
Исток реки южнее села Осиновка (Моисеевский сельсовет) в 16 км к северо-западу от райцентра, села Гагино на границе с Шатковским районом. Генеральное направление течения — восток, река течёт по безлесой местности. Приток — ручей Шумовский (лв). Впадает в Пьяну у деревень Шерстино и Тяпино в 4 км к северу от села Гагино.

## Данные водного реестра
По данным государственного водного реестра России относится к Верхневолжскому бассейновому округу, водохозяйственный участок реки — Сура от устья реки Алатырь и до устья, речной подбассейн реки — Сура. Речной бассейн реки — (Верхняя) Волга до Куйбышевского водохранилища (без бассейна Оки).
По данным геоинформационной системы водохозяйственного районирования территории РФ, подготовленной Федеральным агентством водных ресурсов:
- Код водного объекта в государственном водном реестре — 08010500412110000039623
- Код по гидрологической изученности (ГИ) — 110003962
- Код бассейна — 08.01.05.004
- Номер тома по ГИ — 10
- Выпуск по ГИ — 0